# Nadja
Nadja oder Nadia ist ein weiblicher Vorname.

## Herkunft und Bedeutung
Nadja ist die Koseform (Diminutiv) des russischen Namens Nadeschda und bedeutet „Hoffnung“. Es handelt sich um einen der ältesten russischen Namen, der auch in weiteren (zumeist europäischen) Sprachen übernommen wurde (etwa als Esperanza, Hope, Espérance oder Speranza).
Historisch geht der Name auf eine der drei Töchter der heiligen Sophia von Mailand zurück. Diese hießen Fides (deutsch „Glaube“), Spes („Hoffnung“) und Caritas („Liebe“). Eine Legende erzählt, dass die vornehme christliche Witwe Sophia ihre Habe an die Armen verteilte und mit ihren drei Töchtern von Mailand nach Rom reiste, um dort den Märtyrertod zu sterben. Die drei Töchter wurden unter Kaiser Hadrian angeklagt und hingerichtet. Die Mutter begrub sie an einem 30. September an der Via Appia und starb drei Tage später.

## Homonyme
Im Orient ist der persische Name Nadjya („Morgentau“), der auch aus dem Arabischen („Sprecherin“ oder „Ruferin“) hergeleitet wird, sehr beliebt. Eine etymologische Verwandtschaft zum russischen Vornamen existiert jedoch nicht.

## Namenstag
- 1. August
- 30. September
- 18. Dezember (Esperanza)

## Varianten
- Nada, Nadège, Nadeschda, Nadi, Nadia, Nadica, Nadja, Nadija, Nadine, Nadinka, Nadjana, Nadya, Nadyuscha, Nadyuschka, Nadl, Natja, Nađa, Naddy, Naja, Türkisch: Nadiye

## Bekannte Namensträgerinnen
Nadia:
- Nadia Ali (* 1980), pakistanisch-amerikanische Singer-Songwriterin
- Nadia Bjorlin (* 1980), US-amerikanische Schauspielerin und Sängerin
- Nadia Boulanger (1887–1979), französische Komponistin
- Nadia Brönimann (* 1969), Schweizer Buchautorin und Transfrau
- Nadia Budde (* 1967), deutsche Grafikerin, Kinderbuchillustratorin, -autorin und -übersetzerin
- Nadia Cassini (1949–2025), italienische Schauspielerin und Sängerin
- Nadia Comăneci (* 1961), rumänische Turnerin
- Nadia Fanchini (* 1986), italienische Skirennläuferin
- Nadia Hilker (* 1988), deutsche Schauspielerin
- Nadia Kailouli (* 1983), deutsche Journalistin und Fernsehmoderatorin
- Nadia Melliti (* 2002), französische Schauspielerin
- Nadia Murad (* 1993), Überlebende des Genozids an den Jesiden 2014, irakische Menschenrechtsaktivistin
- Nadia Nadim (* 1988), dänische Fußballspielerin afghanischer Abstammung
- Nadia Nashir-Karim (1955–2023), Vorsitzende des Afghanischen Frauenvereins e. V. in Hamburg
- Nadia Parkes (* 1995), britische Schauspielerin
- Nadia Podoroska (* 1997), argentinische Tennisspielerin
- Nadia Styger (* 1978), Schweizer Skirennläuferin
- Nadia Magnenat Thalmann (* 1946), schweizerisch-kanadische Computergrafik-Wissenschaftlerin und Hochschullehrerin
- Nadia Zülow (* 1977), deutsche Voltigiererin

Nadija:
- Nadija Andrianowa (1921–1998), ukrainische Autorin, Übersetzerin und Esperantistin
- Nadija Bjelkina (* 1990), ukrainische Biathletin
- Nadija Bjelowa (* 1961), sowjetisch-ukrainische Biathletin
- Nadija Didenko (* 1986), ukrainische Freestyle-Skierin
- Nadija Dorofjejewa (* 1990), ukrainische Sängerin und Designerin
- Nadija Kitschenok (* 1992), ukrainische Tennisspielerin
- Nadija Massjuk (1930–2009), ukrainische Botanikerin und Hochschullehrerin
- Nadija Mejcher (* 1982), ukrainische Mezzosopranistin, Schauspielerin und Fernsehmoderatorin
- Nadija Olisarenko (1953–2017), ukrainisch-sowjetische Mittelstreckenläuferin und Olympiasiegerin
- Nadija Sawtschenko (* 1981), ukrainische Politikerin und Berufssoldatin
- Nadija Switlytschna (1936–2006), ukrainische Schriftstellerin und Journalistin, Menschenrechtsaktivistin und sowjetische Dissidentin
- Nadija Surowzowa (1896–1985), ukrainisch-sowjetische Schriftstellerin, Journalistin, Historikerin, Philosophin und Übersetzerin
- Nadija Tkatschenko (* 1948), sowjetisch-ukrainische Fünfkämpferin
- Nadija Wolynska (* 1984), ukrainische Orientierungsläuferin

Nadja / Natja:
- Nadja Abd el Farrag (1965–2025), deutsche Moderatorin („Naddel“)
- Nadja Auermann (* 1971), deutsches Fotomodell und Schauspielerin
- Nadja Benaissa (* 1982), deutsche Popsängerin
- Natja Brunckhorst (* 1966), deutsche Schauspielerin und Drehbuchautorin
- Nadja Drygalla (* 1989), deutsche Ruderin
- Nadja Einzmann (* 1974), deutsche Schriftstellerin
- Nadja Engel (* 1964), deutsche Schauspielerin
- Natja Jamaan (* 1967), deutsche Schauspielerin
- Nadja Jnglin-Kamer (* 1986), Schweizer Skirennfahrerin
- Nadja Maleh (* 1972), österreichische Schauspielerin, Sängerin und Kabarettistin
- Nadja Michael (* 1969), deutsche Opern-, Lied- und Oratoriensängerin (Mezzosopran und Sopran)
- Nadja Sabersky (* 1998), deutsche Schauspielerin
- Nadja Schildknecht (* 1973), Schweizer Unternehmerin
- Nadja Stein (1891–1961), österreichisch-israelische Frauenfunktionärin
- Nadja Sthamer (* 1990), deutsche Politikerin (SPD)
- Nadja Tiller (1929–2023), österreichische Schauspielerin
- Nadja Uhl (* 1972), deutsche Schauspielerin
- Nadja Zimmermann (* 1976), Schweizer TV-Moderatorin

Nadya:
- Nadya Luer (* 1968), deutsche Nachrichtensprecherin und Redakteurin
- Nadya Magnus (* 1976), professionelle US-amerikanische Pokerspielerin
- Nadya Melati (* 1986), indonesische Badmintonspielerin
- Nadya Ochner (* 1993), italienische Snowboarderin
- Nadya Ortiz (* 1986), kolumbianische Schachspielerin

## Fiktive Personen
- Nadja Nilsson, eine Hauptfigur der Jugendbuchreihe Berts Katastrophen
- Nadja, Protagonistin des gleichnamigen Romans von André Breton und Pseudonym von  Léona Delcourt (1902–1941), französische Künstlerin